# Alfredo Arreguín
Alfredo Arreguín (30 de janeiro de 1935 – 24 de abril de 2023) foi um pintor mexicano-americano, conhecido por suas pinturas baseadas em padrões, focadas em animais, plantas e no mundo natural, além de apresentar a herança cultural mexicana.
Por sessenta anos, ele trabalhou em sua cidade natal, Seattle, Washington, produzindo seu estilo característico de pinturas com padrões, inspirado em sua cultura mexicana e em sua experiência no noroeste do Pacífico. Ele era conhecido como um líder no cenário artístico latino-americano.
Início da vida
Arreguín nasceu em Morelia, Michoacán, México. Estudou pintura desde os 9 anos de idade e, ainda jovem, cursou arquitetura na prestigiosa Escuela Nacional Preparatoria da Cidade do México, onde Frida Kahlo estudou várias décadas antes. Kahlo permaneceu como musa de Arreguín por toda a vida, que pintou sua imagem em suas obras mais de 100 vezes ao longo dos anos.